# Quận Waseca, Minnesota

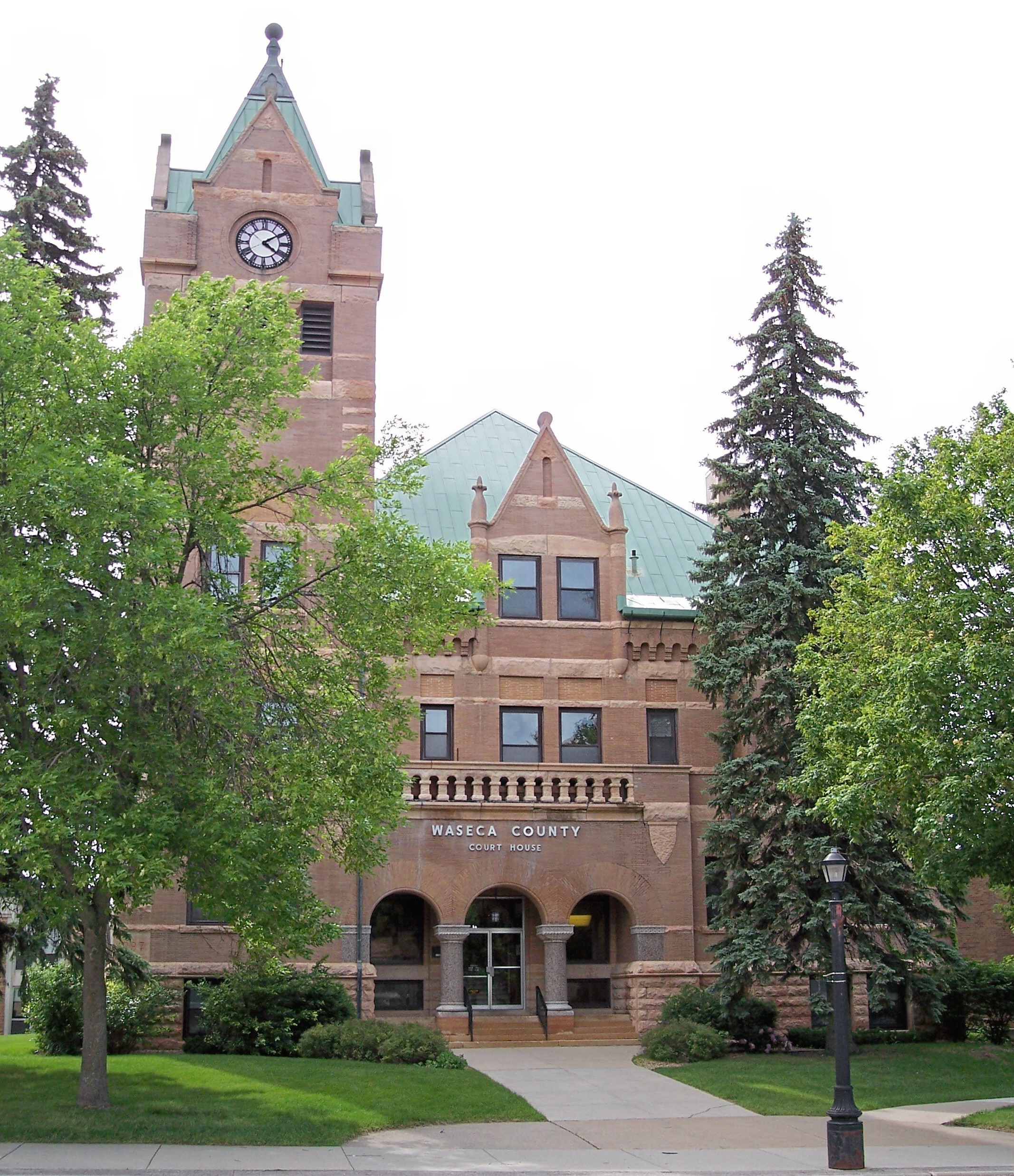
Tòa án quận Waseca năm 2007

Quận Waseca là một quận thuộc tiểu bang Minnesota, Hoa Kỳ.
Quận này được đặt tên theo. Theo điều tra dân số của Cục điều tra dân số Hoa Kỳ năm 2000, quận có dân số 19.136 người. Quận lỵ đóng ở Waseca6.

## Địa lý
Theo Cục điều tra dân số Hoa Kỳ, quận có diện tích 432,81 dặm vuông Anh (1.121,0 km2), trong đó có 9,56 dặm vuông Anh (24,8 km2) (chiếm 2,21%) là diện tích mặt nước. Sông Le Sueur chảy qua một phần quạn.